# Ottone III di Olomouc
Ottone III duca di Olomouc (1122 circa – 12 maggio 1160) o di Moravia, fu duca di Olomouc dal 1140 al 1160 e fu uno dei principali rivali di Vladislao II di Boemia.

## Biografia
Appartenente alla dinastia boema dei Přemislidi e unico figlio maschio di Ottone II, duca di Olomouc e di Brno. Il titolo di duca di Olomouc (come del resto quelli di duca di Brno e di duca di Znojmo) era spesso conteso coi duchi di Boemia: difatti, il predecessore di Ottone III fu Sobeslao I, duca di Boemia. Il padre Ottone II aveva detenuto il titolo dal 1107 al 1110 e dal 1113 al 1125. Dopo la morte di suo padre, Ottone III era stato esiliato nel Principato di Kiev da Sobeslao I in quanto suo unico erede.
Quando nel 1140 morì Sobeslao I, suo nipote Vladislao II di Boemia ottenne il titolo boemo a discapito del figlio del defunto duca, Vaclav. Vaclav non si diede per vinto e tentò in tutti i modi di riconquistare il trono del padre. Corsero in suo appoggio Ottone III, appena tornato dall'esilio, Vratislao II di Brno e Corrado II di Znojmo. Nonostante la scomunica inflitta loro dal vescovo di Omolouc Enrico Zdik, filoboemo, i tre duchi sconfissero Vladislao II a Vysoká ma non riuscirono ad espugnare Praga; così Vladislao II mantenne il titolo boemo e fu addirittura innalzato al titolo di re di Boemia.
Nel 1147 Ottone accompagnò l'imperatore Corrado III nella Seconda Crociata.
Sposò una certa Durancia ed ebbe almeno due eredi, ma alla sua morte nel 1160 Vladislao II di Boemia si impossessò del titolo di duca di Olomouc come Sobeslao I aveva fatto con suo padre.